# پیز آلوس
پیز آلوس (به لاتین: Piz Arlos) یک کوه در سوئیس است که در کانتون گراوبوندن واقع شده‌است. پیز آلوس ۲٬۶۹۶٫۶ متر بالاتر از سطح دریا واقع شده‌است.